# E-Prix di Berna 2019
L'E-Prix di Berna 2019 (ufficialmente 2019 Julius Baer Swiss E-Prix) è stata l'undicesima gara del campionato di Formula E 2018-2019 che si è tenuta al circuito cittadino di Berna il 22 giugno 2019. La gara è stata vinta da Jean-Éric Vergne, partito dalla pole position, su DS Techeetah. Al secondo posto si è classificato Mitch Evans per la Jaguar Racing e al terzo posto Sébastien Buemi della e.Dams-Nissan

## Qualifiche
| Pos. | N. | Pilota                 | Squadra                     | Qualifica | Gap    | SuperPole | Gap    | Griglia |
| ---- | -- | ---------------------- | --------------------------- | --------- | ------ | --------- | ------ | ------- |
| 1    | 25 | Jean-Éric Vergne       | DS Techeetah Formula E Team | 1:19.232  | +0.335 | 1:18.813  | –      | 1       |
| 2    | 20 | Mitch Evans            | Panasonic Jaguar Racing     | 1:18.897  | –      | 1:19.120  | +0.307 | 2       |
| 3    | 23 | Sébastien Buemi        | Nissan e.Dams               | 1:19.310  | +0.413 | 1:19.164  | +0.351 | 3       |
| 4    | 94 | Pascal Wehrlein        | Mahindra Racing             | 1:19.265  | +0.368 | 1:19.168  | +0.355 | 4       |
| 5    | 6  | Maximilian Günther     | Geox Dragon Racing          | 1:19.325  | +0.428 | 1:19.371  | +0.558 | 5       |
| 6    | 2  | Sam Bird               | Envision Virgin Racing      | 1:19.435  | +0.538 | 1:19.536  | +0.723 | 6       |
| 7    | 66 | Daniel Abt             | Audi Sport ABT Schaeffler   | 1:19.554  | +0.657 |           |        | 7       |
| 8    | 36 | André Lotterer         | DS Techeetah Formula E Team | 1:19.585  | +0.688 | 8         |        |         |
| 9    | 4  | Robin Frijns           | Envision Virgin Racing      | 1:19.591  | +0.694 | 9         |        |         |
| 10   | 3  | Alex Lynn              | Panasonic Jaguar Racing     | 1:19.608  | +0.711 | 10        |        |         |
| 11   | 64 | Jérôme d'Ambrosio      | Mahindra Racing             | 1:19.613  | +0.716 | 11        |        |         |
| 12   | 19 | Felipe Massa           | Venturi Formula E Team      | 1:19.638  | +0.741 | 12        |        |         |
| 13   | 22 | Oliver Rowland         | Nissan e.Dams               | 1:19.670  | +0.773 | 13        |        |         |
| 14   | 7  | José María López       | Geox Dragon Racing          | 1:19.714  | +0.817 | 14        |        |         |
| 15   | 5  | Stoffel Vandoorne      | HWA Racelab                 | 1:19.719  | +0.822 | 15        |        |         |
| 16   | 17 | Gary Paffett           | HWA Racelab                 | 1:19.804  | +0.907 | 16        |        |         |
| 17   | 27 | Alexander Sims         | BMW i Andretti Motorsport   | 1:19.908  | +1.011 | 17        |        |         |
| 18   | 48 | Edoardo Mortara        | Venturi Formula E Team      | 1:20.023  | +1.126 | 18        |        |         |
| 19   | 11 | Lucas Di Grassi        | Audi Sport ABT Schaeffler   | 1:20.034  | +1.137 | 19        |        |         |
| 20   | 28 | António Félix da Costa | BMW i Andretti Motorsport   | 1:20.081  | +1.184 | 20        |        |         |
| 21   | 8  | Tom Dillmann           | NIO Formula E Team          | 1:20.506  | +1.609 | 21        |        |         |
| 22   | 16 | Oliver Turvey          | NIO Formula E Team          | 1:20.551  | +1.654 | 22        |        |         |

## Gara
| Pos. | N. | Pilota                 | Squadra                     | Giri | Tempo/ritiro | Gliglia | Punti |
| ---- | -- | ---------------------- | --------------------------- | ---- | ------------ | ------- | ----- |
| 1    | 25 | Jean-Éric Vergne       | DS Techeetah Formula E Team | 31   | 1:25:26.873  | 1       | 28    |
| 2    | 20 | Mitch Evans            | Panasonic Jaguar Racing     | 31   | +0.160       | 2       | 18    |
| 3    | 23 | Sébastien Buemi        | Nissan e.Dams               | 31   | +0.720       | 3       | 15    |
| 4    | 2  | Sam Bird               | Envision Virgin Racing      | 31   | +2.996       | 6       | 13    |
| 5    | 6  | Maximilian Günther     | Geox Dragon Racing          | 31   | +4.625       | 5       | 10    |
| 6    | 66 | Daniel Abt             | Audi Sport ABT Schaeffler   | 31   | +6.930       | 7       | 8     |
| 7    | 3  | Alex Lynn              | Panasonic Jaguar Racing     | 31   | +9.972       | 10      | 6     |
| 8    | 19 | Felipe Massa           | Venturi Formula E Team      | 31   | +12.310      | 12      | 4     |
| 9    | 11 | Lucas Di Grassi        | Audi Sport ABT Schaeffler   | 31   | +13.073      | 19      | 2     |
| 10   | 5  | Stoffel Vandoorne      | HWA Racelab                 | 31   | +13.386      | 15      | 1     |
| 11   | 27 | Alexander Sims         | BMW i Andretti Motorsport   | 31   | +14.714      | 17      |       |
| 12   | 28 | António Félix da Costa | BMW i Andretti Motorsport   | 31   | +18.917      | 20      |       |
| 13   | 64 | Jérôme d'Ambrosio      | Mahindra Racing             | 31   | +21.872      | 11      |       |
| 14   | 36 | André Lotterer         | DS Techeetah Formula E Team | 31   | +23.106      | 8       |       |
| 15   | 8  | Tom Dillmann           | NIO Formula E Team          | 31   | +40.084      | 21      |       |
| 16   | 16 | Oliver Turvey          | NIO Formula E Team          | 31   | +46.622      | 22      |       |
| 17   | 17 | Gary Paffett           | HWA Racelab                 | 31   | +1:22.512    | 16      |       |
| Rit  | 22 | Oliver Rowland         | Nissan e.Dams               | 21   | Batteria     | 13      |       |
| Rit  | 94 | Pascal Wehrlein        | Mahindra Racing             | 11   | Batteria     | 4       |       |
| Rit  | 48 | Edoardo Mortara        | Venturi Formula E Team      | 5    | Freni        | 18      |       |
| Rit  | 4  | Robin Frijns           | Envision Virgin Racing      | 0    | Incidente    | 9       |       |
| SQ   | 7  | José María López       | Geox Dragon Racing          | 31   | Squalificato | 14      |       |

Note
1. ↑  Jean-Éric Vergne ha ricevuto 3 punti aggiuntivi per la pole position.
2. ↑  António Félix da Costa ha ricevuto 5 secondi di penalità per aver superato i 50 km/h in regime di Full Course Yellow.
3. ↑  André Lotterer ha ricevuto una penalità di 22 secondi per essere uscito dalla pitlane con semaforo rosso.
4. ↑  José María López è stato squalificato per aver superato il limite di 200 kW.

## Classifiche
Campionato piloti
| +/– | Pos | Pilota                 | Punti |
| --- | --- | ---------------------- | ----- |
|     | 1   | Jean-Éric Vergne       | 130   |
|     | 2   | Lucas Di Grassi        | 98    |
|     | 3   | Mitch Evans            | 87    |
|     | 4   | André Lotterer         | 86    |
|     | 5   | António Félix da Costa | 82    |

Campionato costruttori
| +/– | Pos | Costruttore               | Punti |
| --- | --- | ------------------------- | ----- |
|     | 1   | DS Techeetah              | 216   |
|     | 2   | Audi Sport ABT Schaeffler | 173   |
|     | 3   | Envision Virgin Racing    | 150   |
|     | 4   | e.Dams-Nissan             | 139   |
|     | 5   | Mahindra                  | 117   |

- Note: vengono indicate solo le prime cinque posizioni delle classifiche.

## Altre gare
- E-Prix di Zurigo 2018
- E-Prix di Monaco 2019
- E-Prix di New York 2019